# NS-Frauen-Warte

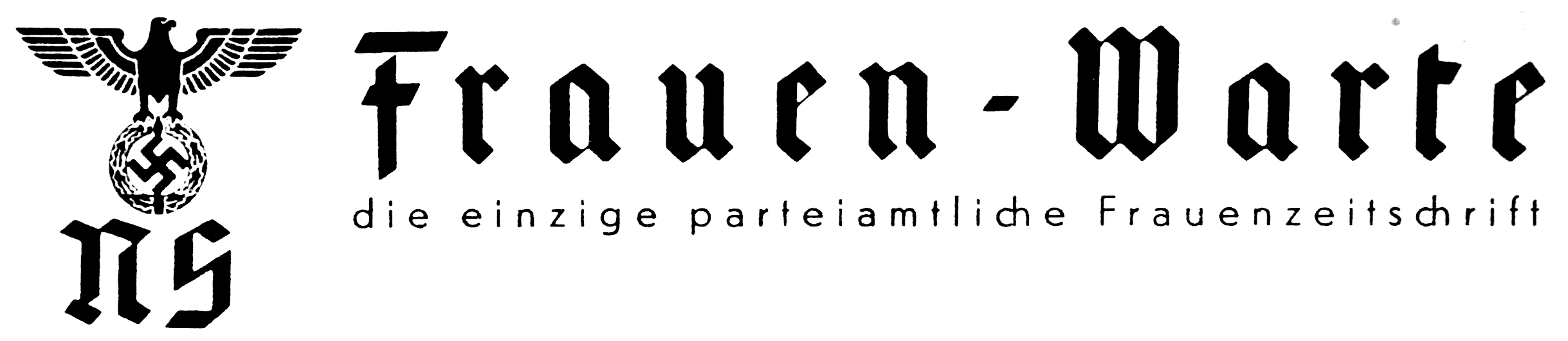

Die NS-Frauen-Warte war eine nationalsozialistische Frauenzeitschrift, die von Juli 1932 bis Frühjahr 1945 herausgegeben wurde.

## Herausgeberschaft & Schriftleitung
Die „NS.Frauen-Warte“ entstand in personeller Nähe zu der im NS-Staat als „Eliteorganisation“ konzipierten „NS.Frauenschaft“. In ihrer Position als „Reichsreferentin für Frauenfragen“ der „Reichsleitung“ standen Elsbeth Zander und nach ihr Lydia Gottschewski nicht nur der NSF vor, sie fungierten auch als Herausgeberin der „Frauenwarte“. Ab den 1930ern wurde i. d. R. die „NSDAP.-Reichsleitung“ als Herausgeberin im Impressum geführt. Ab 1936 wurde die „NS.Frauen-Warte“ als eine der „Zeitschriften der Reichsfrauenführung“ herausgegeben.
In den frühen Jahrgängen zeichneten u. a. Elsbeth Unverricht und Käte Auerhahn als Schriftleiterinnen verantwortlich, ab 1933 übernahmen Ellen Semmelroth und Renate von Stieda als deren Stellvertreterin die Koordination der Pressearbeit für die „NS. Frauen-Warte“.

## Inhaltliche Schwerpunkte
Als „die einzige parteiamtliche Frauenzeitschrift“ sollte die „NS.Frauen-Warte“ vor allem nationalsozialistisches Gedankengut an die weibliche Zielgruppe vermitteln.
Zu lesen waren vor allem Berichte über Themen, die den Frauen ihren Platz in der nationalsozialistischen Gesellschaft zuweisen sollten; neben der NS-Geschlechterpolitik waren zugleich auch andere Elemente der nationalsozialistischen Ideologie (z. B. Rassismus & Antisemitismus) Bestandteil der Zeitschrift.
Um ein breites, weibliches Publikum zu erreichen, wurden vor allem „literarische Beiträge“ wie Fortsetzungsromane und Gedichte gedruckt, da dies – so legte es die NS-Geschlechterideologie nahe – Frauen besonders ansprechen sollte. Des Weiteren beinhaltete die „NS-Frauen-Warte“ stets Haushaltstipps und Rezepte, um die gewünschte Rolle der Frau – primär als Mutter und Hausfrau, aber immer auch Trägerin einer im Völkischen begründeten, „deutschen Kultur“ – zu unterstreichen. Deutlich seltener waren hingegen Beiträge zu lesen, die sich ausschließlich der Tagespolitik widmeten – auch das entsprach der Geschlechterideologie. Vereinzelt waren den regulären Heften Beilagen wie Bastel- und Schnittmusterbögen beigefügt.